# Трудова книжка колгоспника
Трудова книжка колгоспника — основний документ про трудову діяльність членів колгоспу, що видавався в урочистій обстановці членам колгоспу з моменту їхнього вступу.
Відповідно до постанови Ради міністрів СРСР від 21.04.1975 № 310 видача трудових книжок колгоспника коштувала 50 копійок за бланк і 30 копійок за вкладиш.
У трудову книжку колгоспника заносились наступні дані: відомості про колгоспника, відомості про членство в колгоспі, відомості про роботу, відомості про трудову участь (прийнятий у колгоспі річний мінімум участі в громадському господарстві, його виконання), відомості про нагородження та заохочення. Також вносилися відомості про відкриття чи раціоналізаторські рішення, що мають диплом, та про виплачені в зв'язку з цим винагородження.
До запровадження у СРСР внутрішніх паспортів (від 27 грудня 1932 року) трудова книжка була основним документом у державі. Проте паспорти видавали лише міським жителям, працівникам державних установ та робітникам радгоспів.
Селяни не могли отримати паспорта, і внаслідок цього не змогли потрапити до міста (при в'їзді до найбільших міст та прилеглих територій встановлювалися контрольні пункти). Найбільша трагедія сталася через штучно організований Голодомор 1932—1933 років, внаслідок якого загинула велика кількість українських селян, яких радянська влада також обмежила у праві виїзду.